# Kamenica Skradnička
Kamenica Skradnička je naselje u Republici Hrvatskoj, u sastavu Općine Tounj, Karlovačka županija. 

## Povijest
Kamenica Skranička je odigrala veliku ulogu u Domovinskom ratu. Sredinom rujna 1991. malobrojni branitelji odbili su velikosrpski tenkovski napad i čak zarobili jedan tenk, koji je JNA u neurednom povlačenju ostavila za sobom. Nekoliko dana poslije, 18. rujna, mitraljezac Josip Broz srušio je MIG-21 JRZ čiji se pilot katapultirao, ali se ozlijedio pri padu. Mjesni hrvatski branitelji stigli su ga i nije se domogao okupiranog područja. Neko vrijeme poslije je razmijenjen. Sutradan 19. rujna su hrvatske snage oslobodile vojarne u Skradniku. 13. listopada JNA je silovitom eksplozijom uništila skladište oružja i streljiva i vojarnu u Oštarijama. Time su završile borbe u ovom kraju i stabilizirala se bojišnica koja se je protezala crtom Kamenica — Vojnovac — vrh Kapele. Takvom je ostala sve do Oluje, kad su crte konačno pomaknute.

## Stanovništvo
Prema popisu stanovništva iz 2001. godine, naselje je imalo 287 stanovnika te 126 obiteljskih kućanstava.
| broj stanovnika | 512   | 424   | 617   | 640   | 711   | 720   | 642   | 814   | 733   | 738   | 680   | 643   | 511   | 352   | 287   | 266   | 194   |
|                 | 1857. | 1869. | 1880. | 1890. | 1900. | 1910. | 1921. | 1931. | 1948. | 1953. | 1961. | 1971. | 1981. | 1991. | 2001. | 2011. | 2021. |